# 特基克里克 (佛羅里達州)
特基溪（英語：Turkey Creek）是位於美國佛羅里達州希爾斯波羅縣的一個非建制地區。該地的面積和人口皆未知。

## 地理
特基溪的座標為27°58′37″N 82°11′06″W / 27.97694°N 82.18500°W，而該地的平均海拔高度為28米（即92英尺）。